# Black Hat Briefings

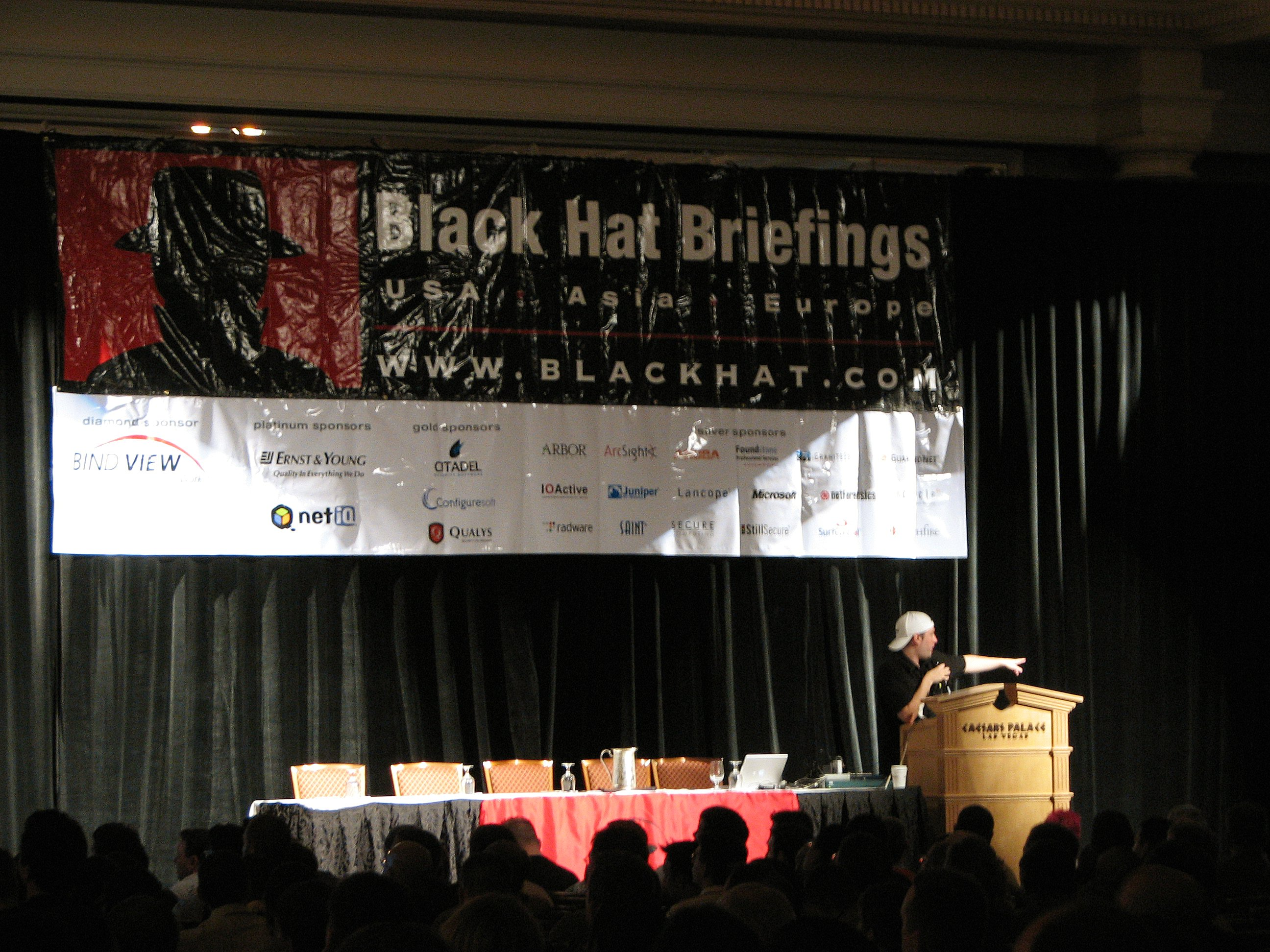
Michael Lynn presentando en 2005

Las Black Hat Briefings son conferencias de seguridad informática que reúne a una variedad de personas interesadas en la seguridad de la información. Asisten representantes de agencias de gobierno, así como empresas y hackers. La conferencia se lleva a cabo regularmente en Las Vegas, Barcelona, Ámsterdam, Abu Dhabi y ocasionalmente, Tokio. Un evento dedicado a las agencias federales de seguridad de Estados Unidos se organiza en Washington D. C.

## Historia
La conferencia fue fundada en 1997 por Jeff Moss, quien también fundó DEF CON. Hoy, Moss es el presidente de la Junta de Revisión Black Hat (Conference Chair of the Black Hat Review Board). Estas son consideradas como las conferencias de seguridad informática principales en el mundo. Black Hat empezó como una sola conferencia en Las Vegas, Nevada y ahora se lleva a cabo en múltiples lugares en el mundo.

## La conferencia
La conferencia tiene dos secciones principales, la reunión (Black Hat Briefings) y los entrenamientos (Black Hat Trainings). El entrenamiento se ofrece por varios vendedores de seguridad informática, en un esfuerzo por mantener la conferencia vendedor-neutral. La conferencia ha tenido el curso de gerente de aseguramiento de información de la NSA, y varios cursos de Cisco Systems, Offensive Security y otros.
Las reuniones informativas se componen de ejes, que abarca diversos temas, incluyendo la ingeniería inversa, la identidad y la privacidad, y hacking. Las reuniones también contienen los discursos de apertura de las voces líderes en el campo de seguridad de la información, incluyendo, Robert Lentz jefe de seguridad de la información, Departamento de Defensa de los Estados Unidos; Michael Lynn; Amit Yoran, ex Director de División de Ciberseguridad Nacional del Departamento de Seguridad Nacional de los Estados Unidos; y el general Keith B. Alexander, exdirector de la Agencia de Seguridad Nacional y el excomandante del Cibercomando de Estados Unidos.

## Temas de las Conferencias
EE.UU:
- Julio - agosto 2009 : vulnerabilidades MCS-ATL // ataques contra MD2 - Rompiendo SSL ... validación de certificados ...[9]
- Julio - agosto de 2010 : Cloudcracker ... tal como (el servicio wpacracker.com)[10]
- 27 de julio - 1 de agosto de 2013 : hacking de Android: aplicación y root
- Julio - agosto de 2013 : Evil FOCA (inclusión del ataque Web Proxy Auto-Discovery en IPv6 totalmente automatizado)[11][12]

## Nuevas metas de la conferencia
En la actualidad existe un mayor enfoque en las herramientas que se pueden utilizar, por lo que un nuevo tipo de conferencias llamado Black Hat Arsenal Briefings se añadieron desde 2011. Véase aquí los Archivos de esas reuniones en el sitio web ToolsWatch.

## Travesuras y revelaciones
Black Hat es conocida por las travesuras de su contingente de hackers, y de las revelaciones presentadas en sus conversaciones. Asistentes a la conferencia han sido conocidos por secuestrar conexiones inalámbricas de los hoteles, hackear los sistemas de facturación de TV del hotel, e incluso hackear el cajero automático en el vestíbulo de un hotel. En 2009, los sitios web de un puñado de investigadores y grupos de seguridad fueron hackeados y las contraseñas, correos electrónicos privados, chats de mensajería instantánea y documentos sensibles fueron expuestos en el sitio de vandalizado de Dan Kaminsky, días antes de la conferencia. Durante Black Hat 2009, una unidad flash USB que circuló entre los asistentes resultó que estaba infectada con el virus Conficker, y en 2008, tres hombres fueron expulsados por la detección de paquetes de la red de área local de la sala de prensa.
En el pasado, las empresas han tratado de prohibir que investigadores revelen información vital sobre sus productos. En Black Hat 2005, Cisco Systems trató de detener a Michael Lynn de hablar de una vulnerabilidad que él dijo podría hacer que hackers virtualmente apagaran Internet. Sin embargo, en los últimos años, los investigadores han trabajado con los proveedores para resolver los problemas, y algunos vendedores han desafiado a hackers a atacar sus productos.